# Vitézi Rend

Ordenszeichen

Vitézi Rend (dt. Heldenorden, Orden des Standes der Tapferen) war die höchste staatliche ungarische Auszeichnung der Zwischenkriegszeit und wurde vom Königreich Ungarn nach dem Ersten Weltkrieg eingeführt. Seit 1945 besteht der ehemals staatliche Orden in verschiedenen privaten Gruppen weiter, die zum Teil als Vereine gerichtlich registriert sind.

## Königreich Ungarn 1920–1945

### Gründung des Ordens
Aufgrund des am 11. August 1920 von Reichsverweser Admiral Horthy unterzeichneten Dekrets Nr. 6650/1920 wurde der Orden am 20. August 1920 gegründet.
Die Anordnung wurde von der Gesetzgebung im § 77 des XXXVI Artikels 1920 bewilligt. Damit war der Vitéz-Orden auch die erste neu geschaffene ungarische Auszeichnung nach dem Ersten Weltkrieg.
Zusätzlich war der Vitéz-Orden eine Organisation, die infolge der Landreform Grundstücke an verdiente Soldaten des Ersten Weltkrieges und der darauffolgenden revolutionären Wirren als Zeichen der Dankbarkeit zuteilte. Diese Personen wurden  durch Ritterschlag in den Orden aufgenommen und setzten ihrem Namen den Titel Vitéz (Held, Ritter, vergleichbar mit dem deutschen Ritter von; von slawisch vitez, „Ritter“) vor. Der Titel war und ist erblich, die Anrede für Ordensmitglieder lautet “nemzetes úr/asszony”, „Edler (-e) Herr/Dame“. Ordensmitglieder des Offizierstandes ergänzten ihren Namen mit dem Adelssuffix „-y“, die des Unteroffiziers- und Mannschaftsstandes mit „-i“. Mitglieder mit nichtungarischen Namen mussten diesen magyarisieren. Dies erfolgte durch Änderung des Nachnamens unter Beibehaltung des Anfangs- und des Endbuchstabens. Der geänderte Name wurde dann mit der entsprechenden Endung „-y“ oder „-i“ ergänzt. Beispielsweise wird so der Familienname Wagner eines Offiziers zu Váry („V“ wird Ungarisch als „W“ gesprochen, zudem wurde die Endung „-y“ ergänzt) oder der Familienname Held eines Mannschaftsdienstgrads wird zu Hernadi (um die Endung „-i“ ergänzt).
Die Ordensverleihungen in der Zeit des Königreichs Ungarn (1920–1945) sind anerkannte erbliche Nobilitierungen. In Deutschland können Angehörige derartiger Familien, sofern sie vor Januar 1947 die ungarische Staatsangehörigkeit verloren hatten, ihren Namen mit „von“ bzw. „Ritter von“ führen. Die nach dem Kriege wiedergegründeten Orden und ihre Titel haben hingegen keine Rechtsqualität im Sinne des historischen Adelsrechts.
Die Zahl der Mitglieder betrug im Jahr 1936 16.000 Mitglieder, davon 1.800 Offiziere, bis 1944 ist die Zahl der Mitglieder auf 21.000 angestiegen. Im Jahre 1944 wuchs die Mitgliederzahl auf 24.000.

### Aufnahme in den Orden
Die Aufnahme in den Vitézi Rend konnte auf zwei Weisen erfolgen – aufgrund von Kriegsauszeichnungen oder durch Vererbung.
Im Fall von Kriegsauszeichnungen mussten Generale und Stabsoffiziere mindestens den österreichisch-kaiserlichen Leopoldsorden mit Kriegsdekoration und Schwertern oder im Zweiten Weltkrieg das Offizierskreuz des ungarischen Verdienstkreuz mit Kriegsdekoration und Schwertern vorweisen.
Alle (Rest)Offiziere mussten mindestens den österreichischen Orden der Eisernen Krone 3. Klasse mit Kriegsdekoration und Schwertern oder im Zweiten Weltkrieg das ungarische Verdienstkreuz mit Schwertern am Kriegs- bzw. Tapferkeitsband erworben haben.
Mannschaften und Soldaten mussten im Ersten Weltkrieg mit der großen silbernen Tapferkeitsmedaille der k.u.k. Monarchie oder im Zweiten Weltkrieg mit der ungarischen große silbernen Tapferkeitsmedaille ausgezeichnet worden sein.
Bis 1944 konnte der erstgeborene Sohn, wenn dieser psychisch und physisch geeignet war und das 17. Lebensjahr überschritten hatte, als Erbe in den Vitézi Rend aufgenommen werden. Seit den 1990er-Jahren ist der Titel auf alle Abkömmlinge des ursprünglichen Titelträgers vererbbar, hierzu muss allerdings eine direkte Abstammung vom vitéz nachgewiesen werden.

### Auflösung des Ordens
Der Vitézi Rend war von der Gründung bis zur Machtübernahme der faschistischen ungarischen Pfeilkreuzler am 15. Oktober 1944 kontinuierlich tätig. Am 26. Februar 1945 wurde auf Befehl der sowjetischen Besatzungsmacht vom Ministerpräsidenten Béla Miklós die Verordnung 529/1945 erlassen, die den Orden verbot, die Tätigkeit juristisch auflöste und die Güter verstaatlichte.

## Heutige Gruppen
Es gibt aktuell in Ungarn zwei große „Vitézi Rend“ Gruppen, wobei jede Gruppe für sich behauptet, der einzig richtige Vitézi Rend zu sein. Daneben existieren auch ein paar kleinere Splittergruppen. Die Versuche, alle Gruppen zu einem einzigen Vitézi Rend zu vereinen, waren bisher nicht erfolgreich.

### Der ehemalige „Exilorden“
Nach dem Verbot des Vitézi Rend 1945 ging ein Großteil der Ordensmitglieder ins Exil nach Deutschland, einige auch nach Kanada, in die USA und nach Australien. Der Orden wurde im Exil unter der Führung von Joseph Ágost vitéz Habsburg-Lothringen weitergeführt.

#### Führung (General-Hauptmann)
Nach dem Tod von Joseph Ágost vitéz Habsburg-Lothringen übernahm 1962 der ehemalige General Ferenc vitéz kisbarnaki Farkas die Führung des „Exilordens“ als Főkapitány. 1977 trat er von diesem Amt zurück und übergab am 3. Dezember 1977 die Führung an vitéz Joseph Árpád von Habsburg-Lothringen (1933–2017), den Enkel von vitéz Joseph Ágost von Habsburg-Lothringen.

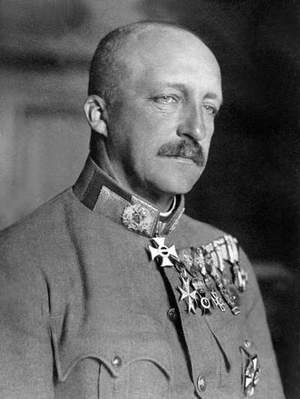
vitéz Joseph Ágost von Habsburg-Lothringen
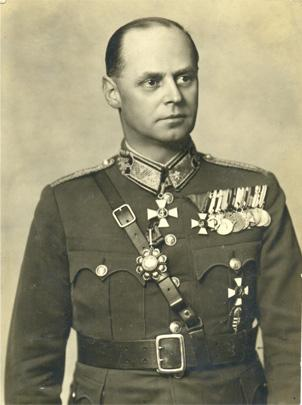
vitéz Ferenc Farkas von Kisbarnak
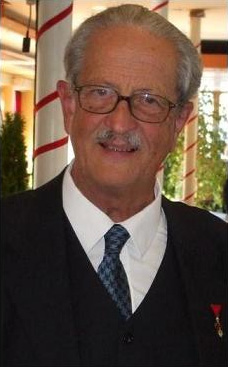
vitéz Joseph Árpád von Habsburg-Lothringen

Der ehemalige „Exilorden“ ist bei der I.C.O.C. (INTERNATIONAL COMMISSION FOR ORDERS OF CHIVALRY – Internationale Kommission für Ritterorden) registriert und anerkannt. Allerdings hat diese Kommission keinerlei Rechtsanspruch in Ungarn.

#### Erinnerungskreuz
Ein Erinnerungskreuz anlässlich des 60-jährigen Jubiläums der Gründung des Vitézi Rend wurde 1981 ausgegeben. Stifter dieses Kreuzes war der „Exilorden“. Hergestellt wurde sie vom deutschen Ordenshersteller Deschler & Sohn in München. Es wurde im Jahr 1981 leider fälschlicherweise datiert, da die Gründung 1920 war. Es gibt zwei bekannte Varianten dieses Jubiläumserinnerungskreuzes – einmal mit aufgelegter Miniatur des Vitéz-Abzeichens und einmal ohne.

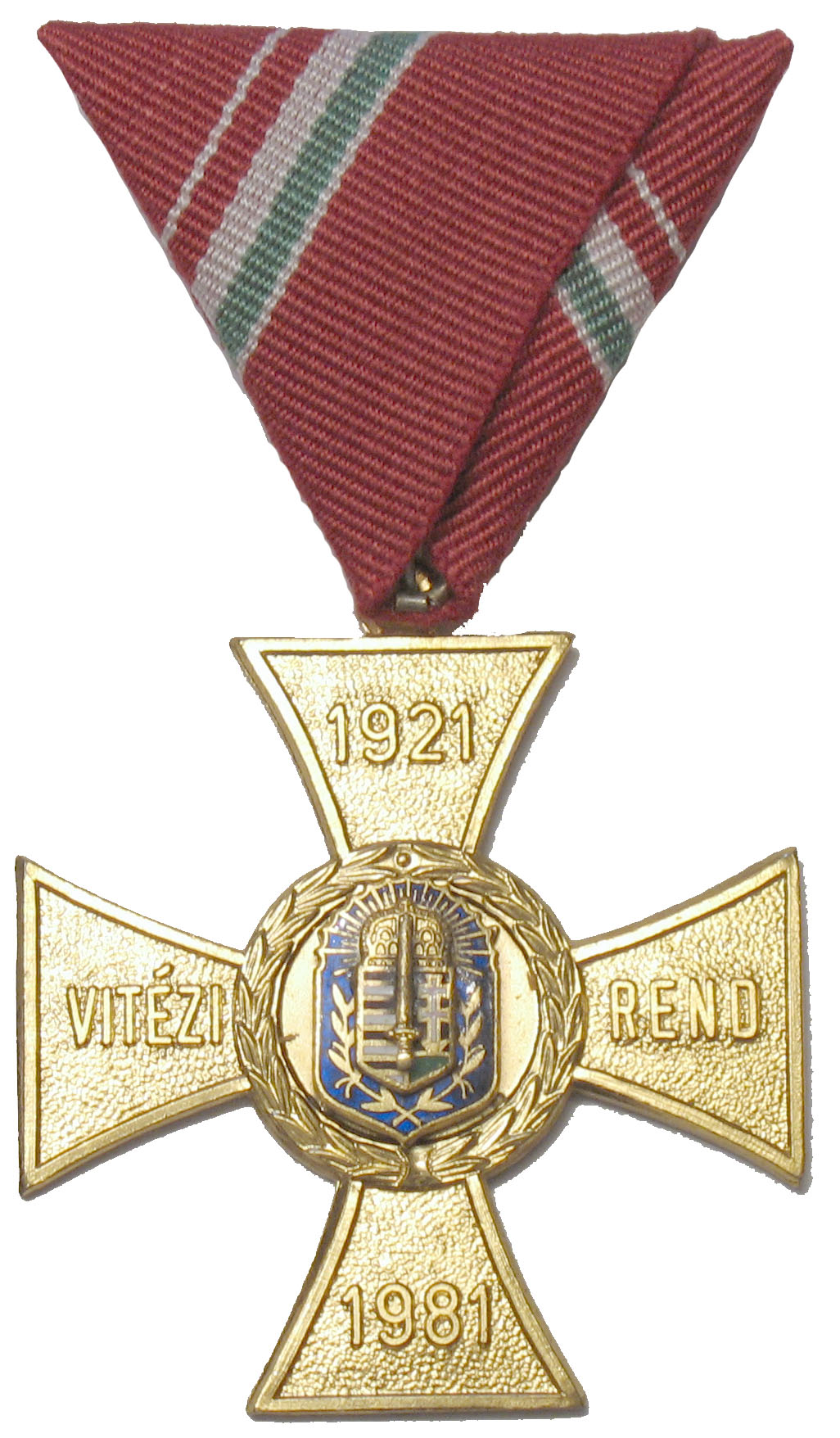
Jubiläumserinnerungskreuz zum 60. Jubiläum der Gründung – Vorderseite mit aufgelegter Miniatur
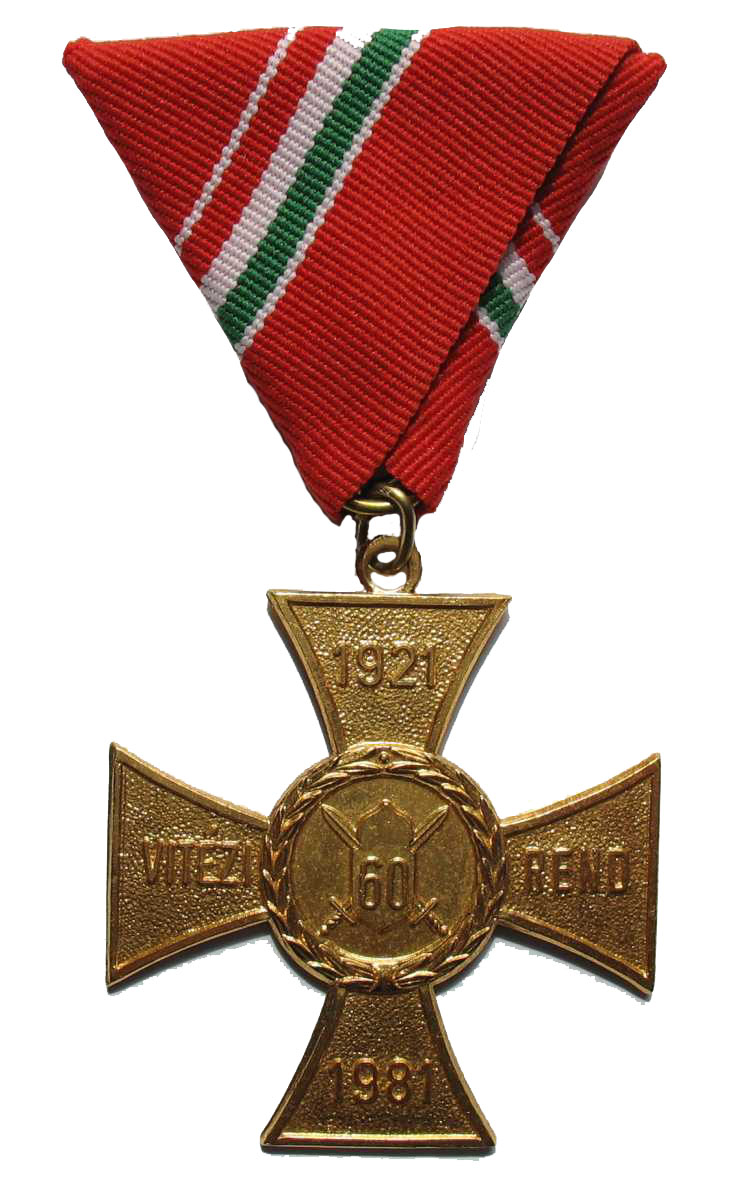
Jubiläumserinnerungskreuz zum 60. Jubiläum der Gründung – Vorderseite
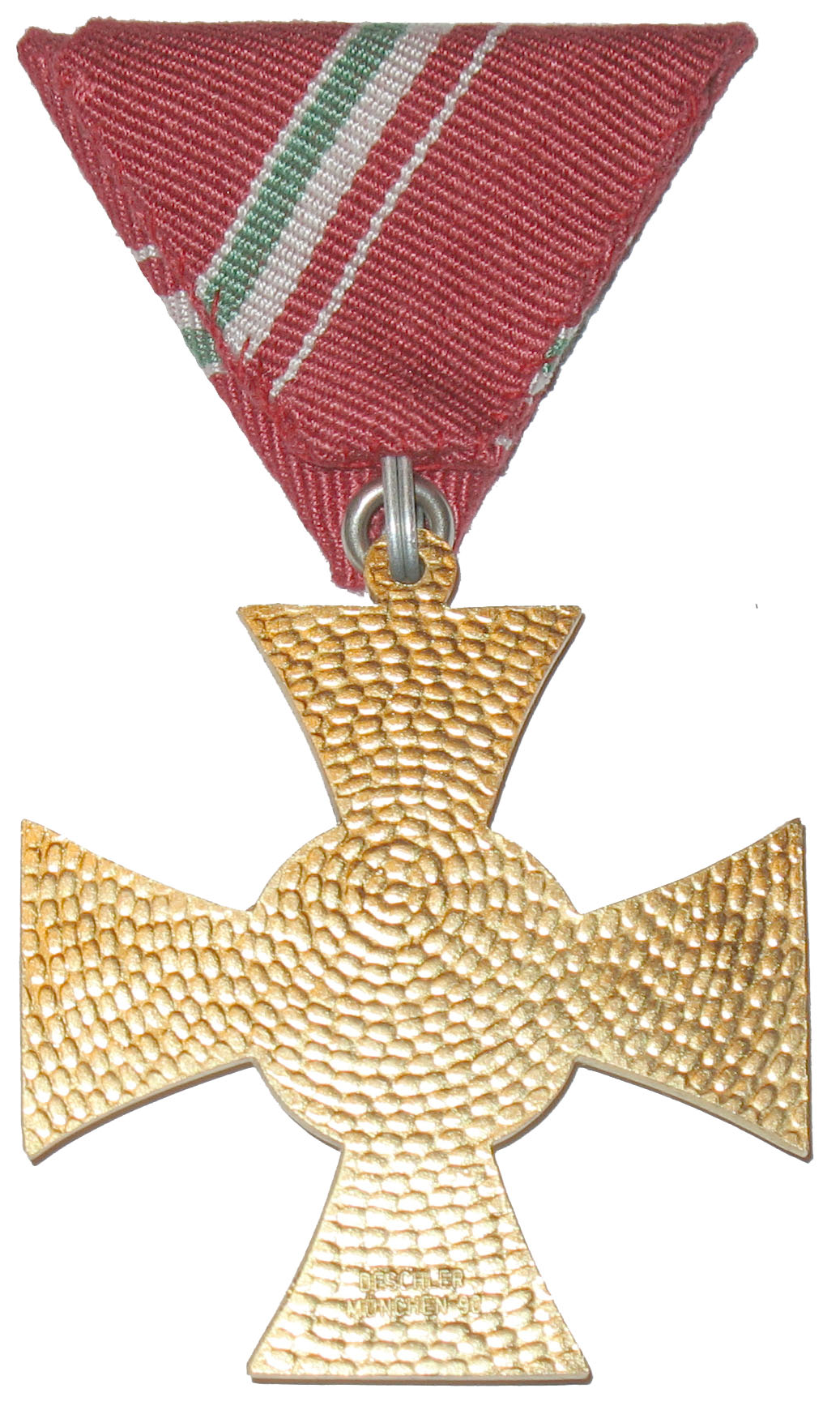
Jubiläumserinnerungskreuz zum 60. Jubiläum der Gründung – Rückseite

#### Verbandszeitschrift
Die Verbandszeitschrift der Gruppe ist „Vitézek Hírmondója“ und erscheint quartalsweise.

### Gerichtlich registrierter Ungarischer Vitézi Rend
Nach dem Zusammenbruch des Ostblocks entstand 1989 die legale Möglichkeit, den Vitézi Rend als gesellschaftliche Organisation zu reaktivieren und ihn neu zu organisieren. Dieser neugegründete Vitéz-Orden ist in Ungarn gerichtlich als Verein registriert.
Am 3. Februar 1992 erfolgte unter Nummer 4227 die gerichtliche Zulassung des Vitéz Ordens als Verein nach ungarischem Recht. In diesem Jahr wurden 67 frühere Mitglieder registriert und 120 Mitglieder neu aufgenommen. Die Leitung des Ordens übernahm Miklós vitéz Bercsényi. Etwa 1997 gründete sich eine weitere Gruppe unter Gusztáv vitéz Hellebronth, welche sich mit dem Orden unter Bercsényi vereinigte.
Bis Mai 2000 war der Főkapitány des Ordens István vitéz Tabódy. Von Mai 2000 bis April 2011 unterstand der Orden Prof. Dr. András vitéz Várhelyi. Seit April 2011 ist der neue Főkapitány des Vitézi Rend János vitéz Molnár-Gazsó. Unter seiner Führung wurde eine weitere Vereinigung mit der Vitéz Gruppe aus dem Karpaten-Becken vollzogen.

#### Leitung

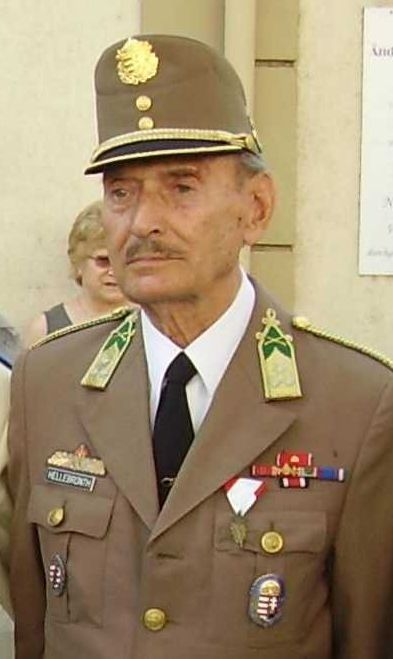
Gusztáv vitéz Hellebronth
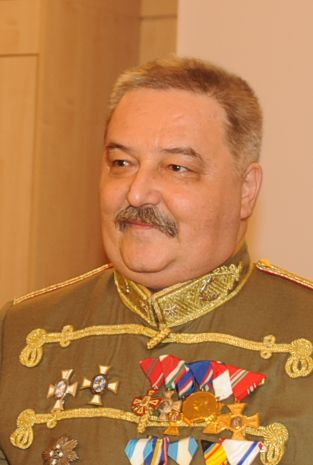
András vitéz Várhelyi
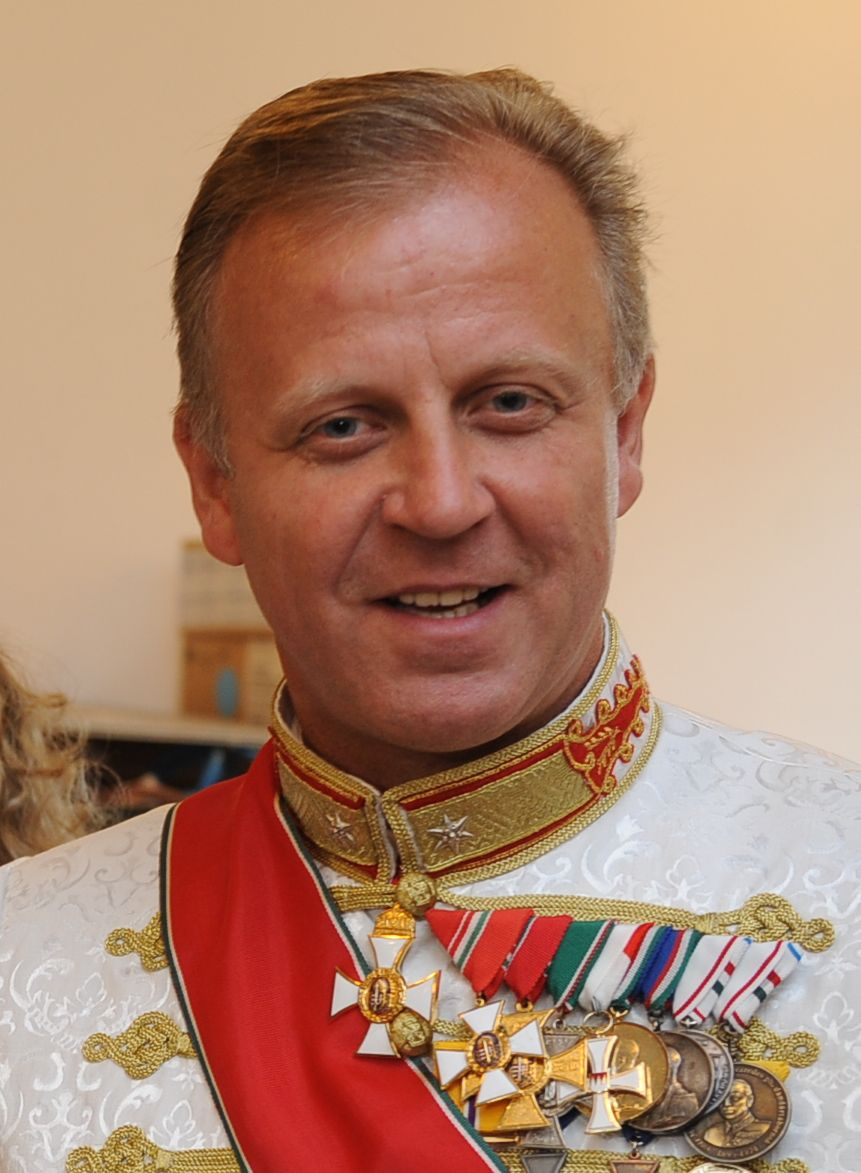
János vitéz Molnár-Gazsó

Der in Ungarn 1992 gerichtlich registrierte Vitézi Rend ist im Moment die einzig staatlich offiziell anerkannte Organisation, ein Verein nach ungarischem Recht.

#### Verbandszeitschrift
Die Verbandszeitschrift der Gruppe ist „Vitézek Lapja“ und erscheint 1× jährlich.

#### Partnerschaft mit dem Bayerischen Soldatenbund 1874 e. V.
Am 7. Mai 2011 wurde zwischen dem 1992 gerichtlich eingetragenen Vitézi Rend und dem BSB (Bayerischer Soldatenbund) ein Partnerschaftsvertrag unterzeichnet. Die Begründer der Partnerschaft waren der Főkapitány des Vitézi Rend János vitéz Molnár-Gazsó und der Präsident des BSB Generalmajor a. D. Jürgen Reichardt.

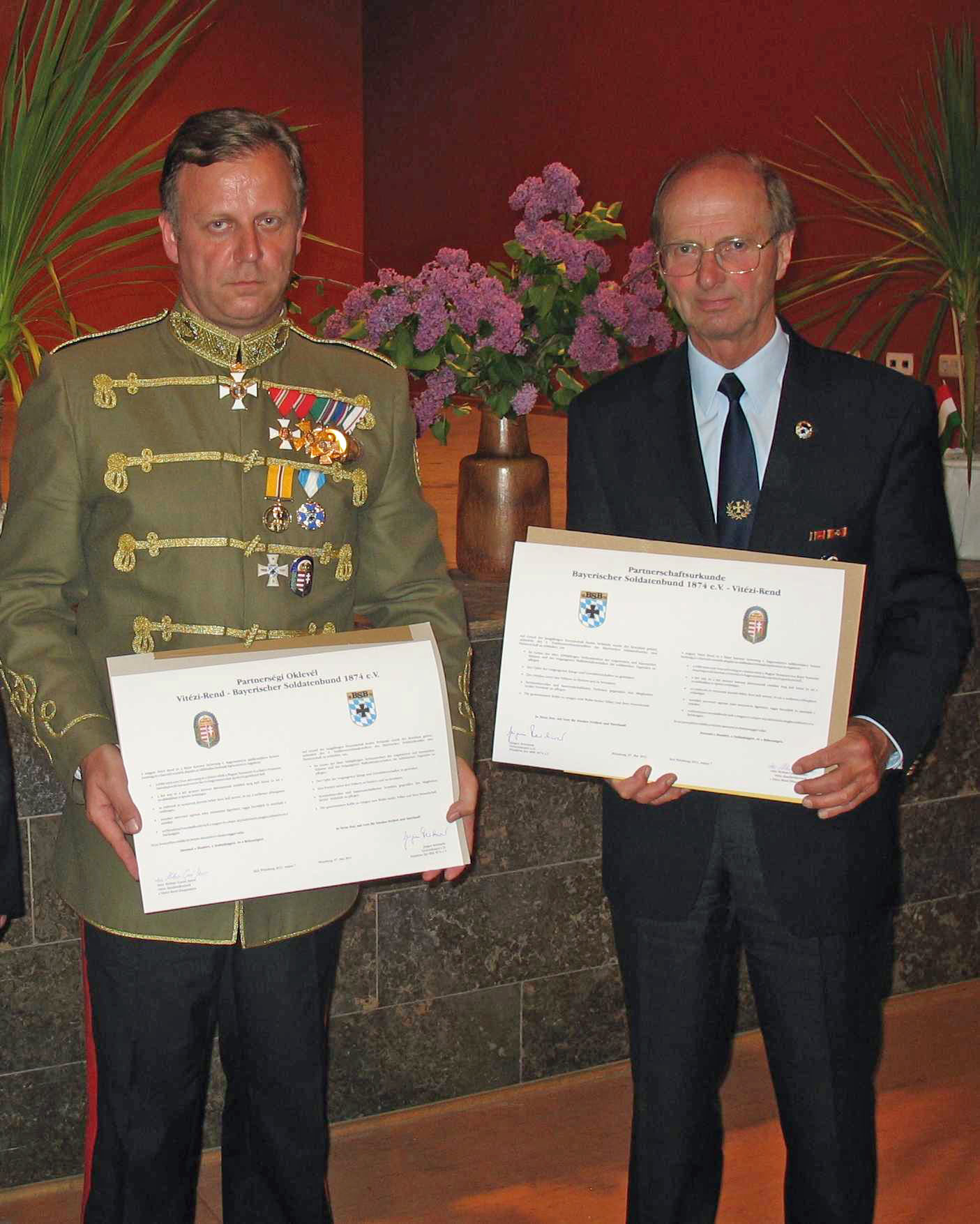

### Weitere Gruppen des Vitézi Rend
Es existiert eine weitere Gruppe des Vitézi Rend, der aus Teilnehmern der Revolution von 1956 besteht.
Es existiert eine Vereinigung unter László vitéz Hunyadi, die sich „historischer Vitézi Rend“ nennt.

## Äußere Zeichen

### Ordensdekoration
Das Abzeichen der Vitézi Rend wurde ursprünglich 1921 von József Szilasi entworfen. Die Gestaltung des Abzeichens hat sich über die Zeit und die verschiedenen Gruppen kaum geändert.
Es zeigt das Wappen Ungarns in Farben mit der Stephanskrone, umrahmt mit Eichenzweigen auf der linken und Ähren auf der rechten Seite. Hierbei variieren die Formen der einzelnen Hersteller ein wenig (speziell die Ähren weichen ab, oder aber auch die Gestaltung der Krone, diese wird teils auch noch coloriert). Das ganze Wappen liegt auf einem blauemaillierten Schild, dessen oberer Teil von einer hinter der Krone aufgehenden weißen, goldenstrahlenden Sonne bedeckt ist. Das Wappen selbst ist von einem aufrechten Schwert überdeckt, das mit dem Griff bis an die untere Spitze des Abzeichen reicht.
Dass ein goldenes Schwert die Aufnahme aufgrund der geleisteten Heldentaten und ein silbernes Schwert die Aufnahme durch Vererbung anzeigt ist aufgrund der Sichtung historischer Unterlagen bisher nicht nachweisbar, vielmehr handelt es sich um Varianten verschiedener Hersteller.
Das Abzeichen der Vitéz wird an der linken Brustseite angesteckt. Dazu befinden sich auf der Rückseite zwei Klammern, die in Ösen eingefädelt werden, welche am Kleidungsstück angebracht werden. Heutige Abzeichen haben i. d. R. eine lange senkrechte Nadel auf der Rückseite.
Der Vitéz ist zudem berechtigt, das Abzeichen am Eingang des auf seinen Grundstück errichteten Familienhauses anzubringen.
Hersteller des Abzeichens waren bis 1945: Jerouschek aus Budapest (Semmelweis Str. 7), Gyula Boczan aus Budapest, Walther und Gal. Nach 1945 wurden einige Abzeichen von den deutschen Ordensherstellern Deschler & Sohn in München und Carl Poellath in Schrobenhausen fabriziert. Heutige Vitéz-Abzeichen werden von der Firma Vésnök in Budapest und Heroldmaster in Kiew hergestellt.
Das Abzeichen ist herstellerabhängig zwischen 5,6 und 6 cm hoch und zwischen 3,8 und 4 cm breit.
Auch gibt es Miniaturabzeichen an einer langen Nadel oder mit einem Pin-Verschluss – diese sind um 1,7 cm hoch und 1,2 cm breit.
Getragen werden darf immer nur das Abzeichen oder die Miniatur.

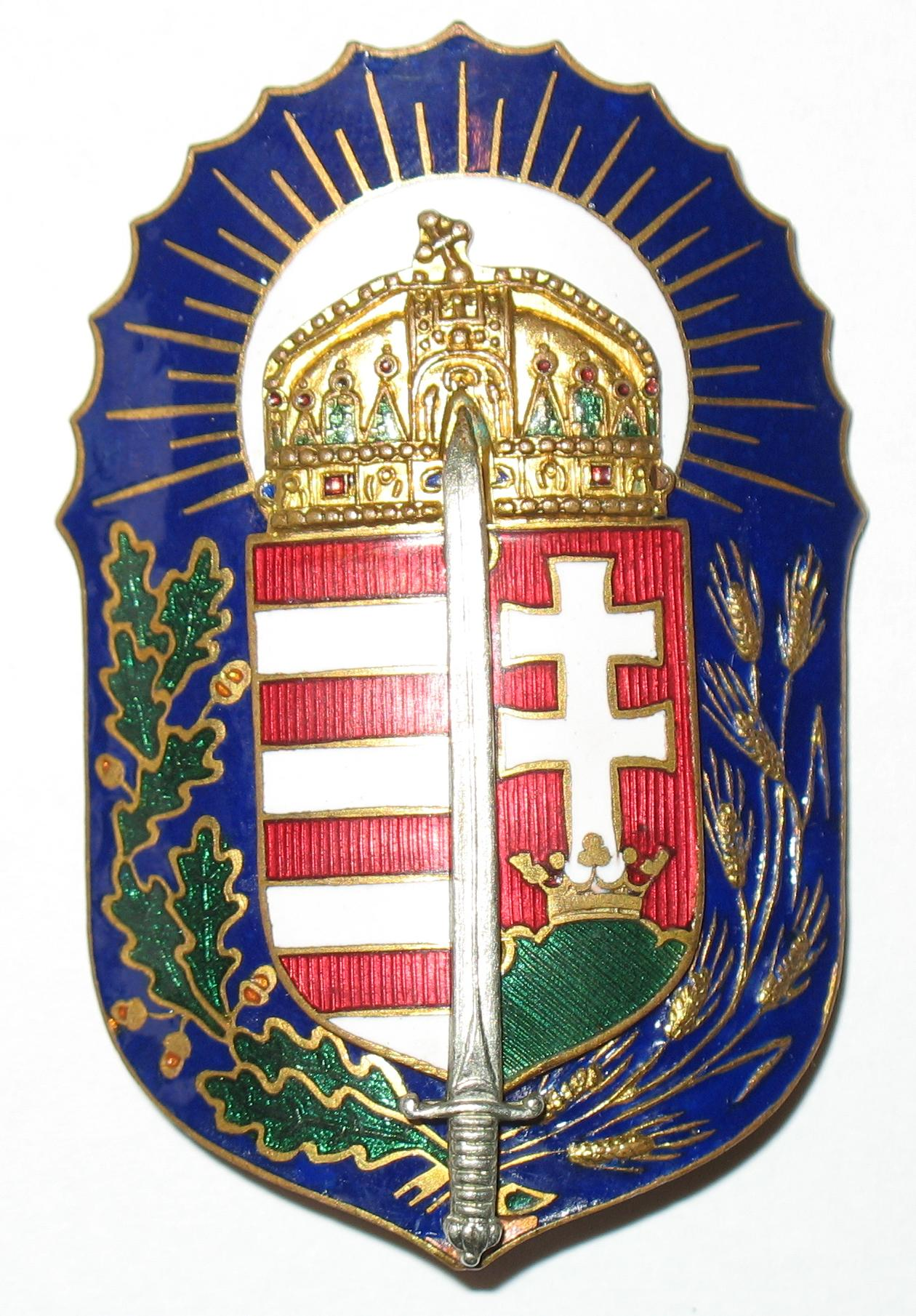
Abzeichen vom Hersteller Boczan
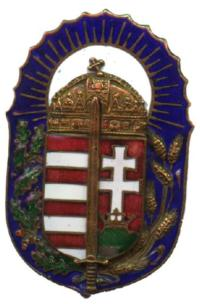
Abzeichen vom Hersteller Jerouschek
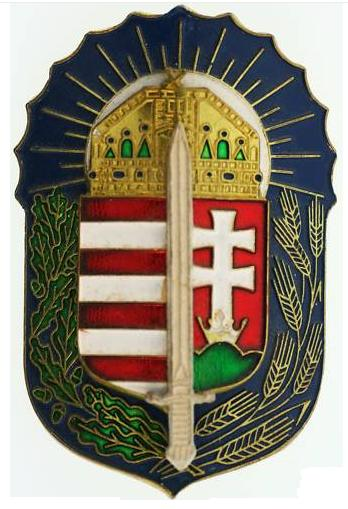
Abzeichen vom Hersteller Deschler
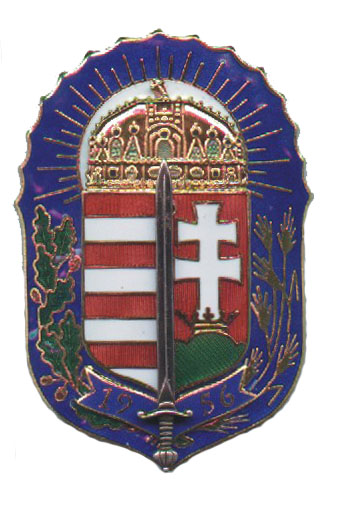
Abzeichen der 1956er-Splittergruppe
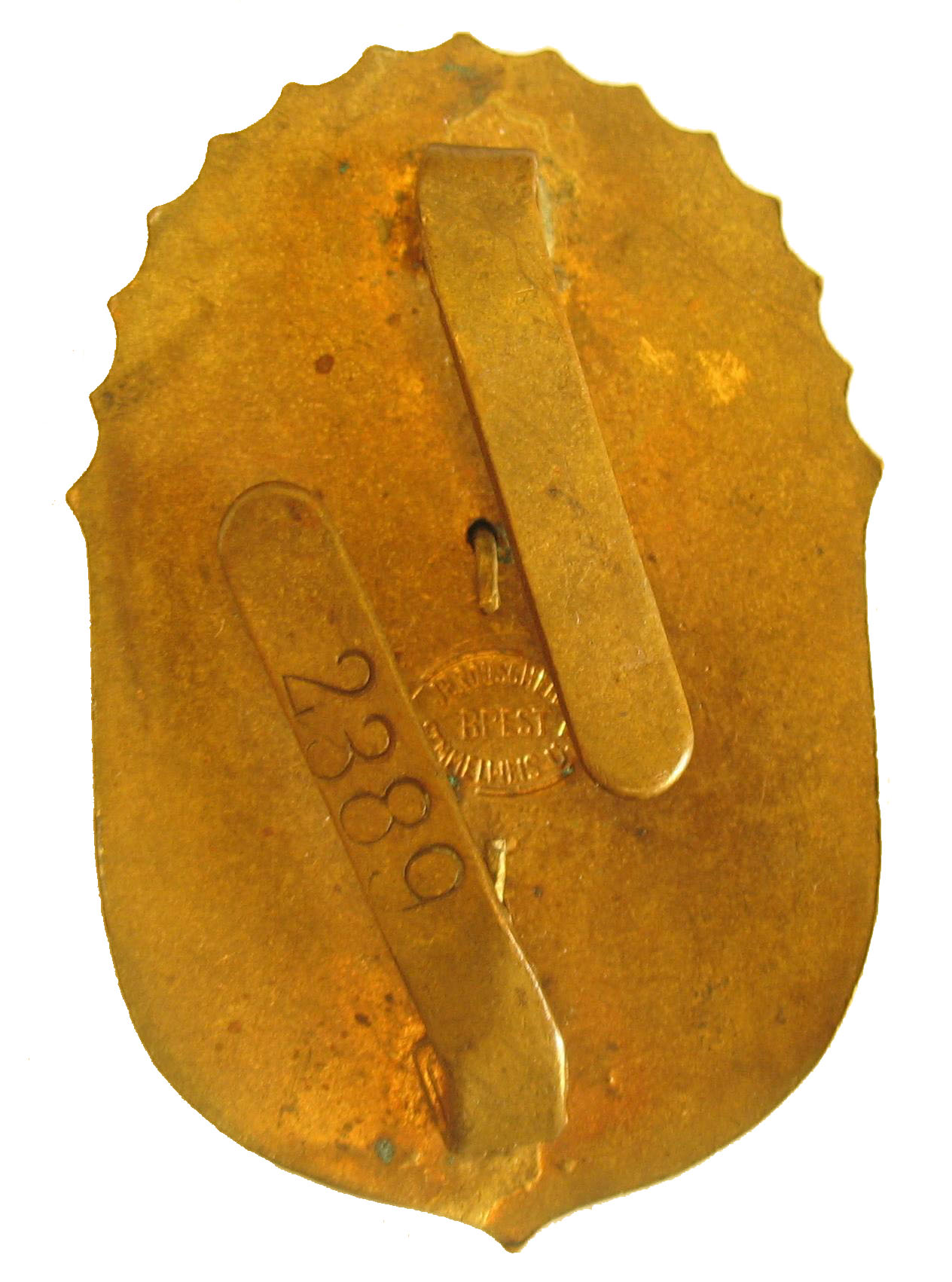
Abzeichen vom Hersteller Jerouschek, Rückseite mit Verleihungsnummer

Unbestätigte Fakten:
Es gibt Behauptungen, die besagen, dass ein goldenes Schwert auf dem Abzeichen für eine Aufnahme aufgrund Heldentaten bedeute und ein silbernes Schwert für eine Aufnahme aufgrund Vererbung stehe. Andererseits ist erwiesen, dass der Hersteller Jerouschek ausschließlich goldene Schwerter verwendet hat und Boczan nur silberne Schwerter.
Auch gibt es Abzeichen, die kein Schwert haben – hierzu gibt es zwei unterschiedliche Aussagen, einmal dass es sich um Abzeichen für vitéz Anwärter (várományos) handelt. Die andere Aussage ist, es sind die Abzeichen für Ehrenmitglieder des Vitézi Rend. Beide Aussagen sind jedoch nicht bestätigt.

### Aufnahmeurkunden
Die Gestaltung der Urkunden über die Aufnahme in den Vitézi Rend wurde ursprünglich von Ferencz vitéz Pataki entworfen. Die Gestaltung dieser Urkunden hat sich über die Zeit und die verschiedenen Gruppen kaum geändert.

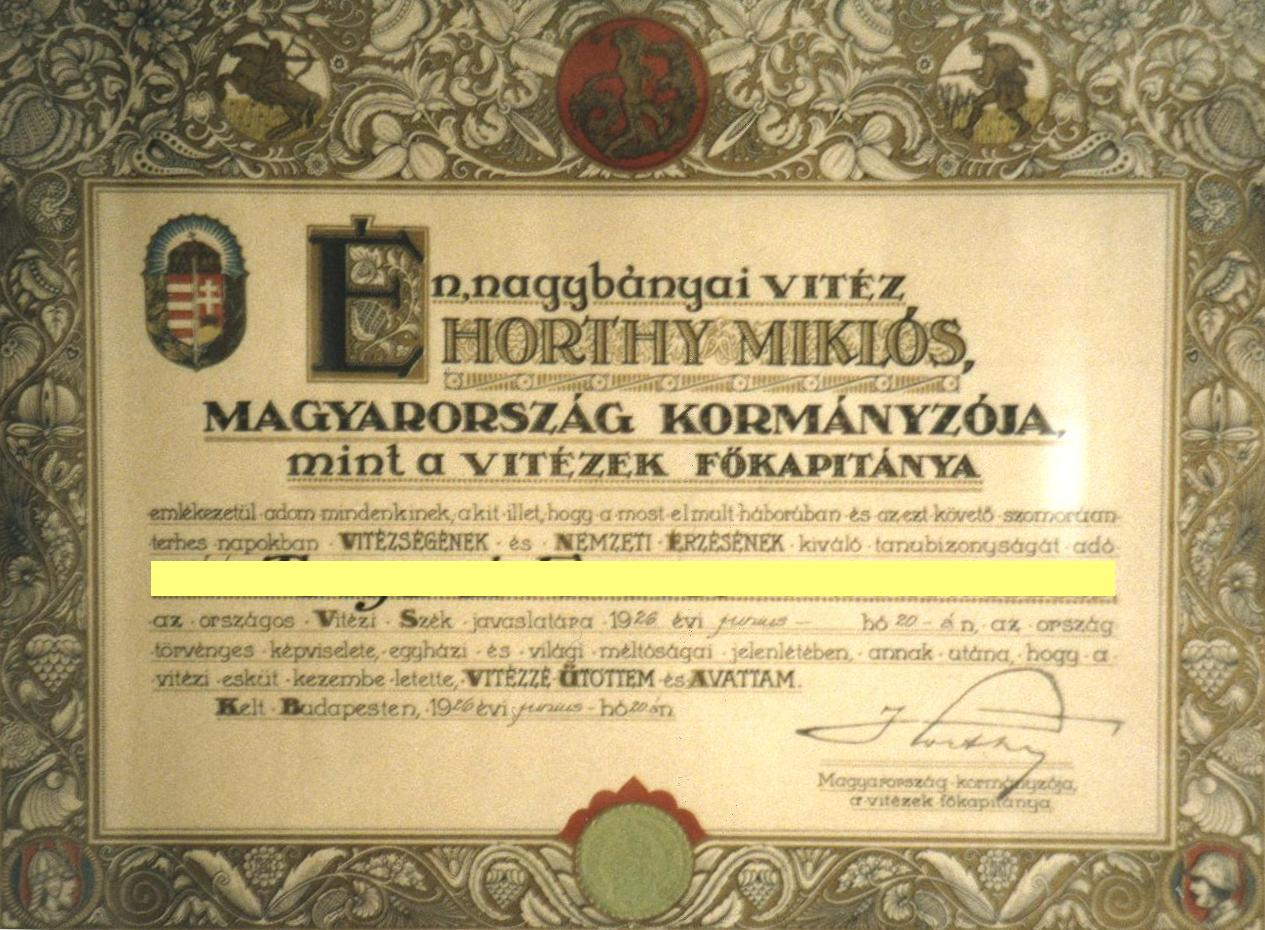
Eine Aufnahmeurkunde von 1926
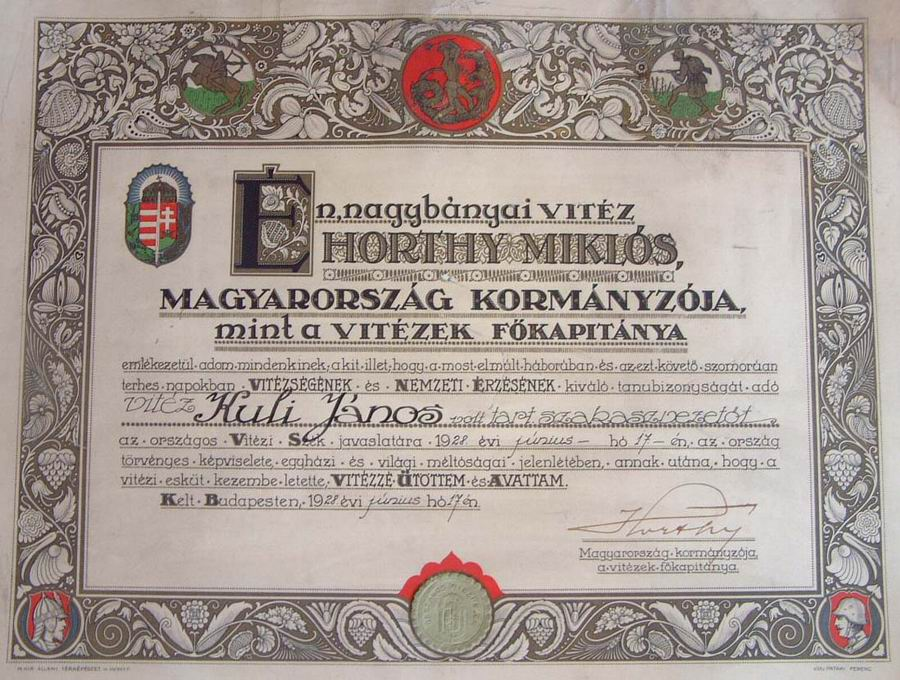
Die Aufnahmeurkunde von János vitéz Kuli von 1928
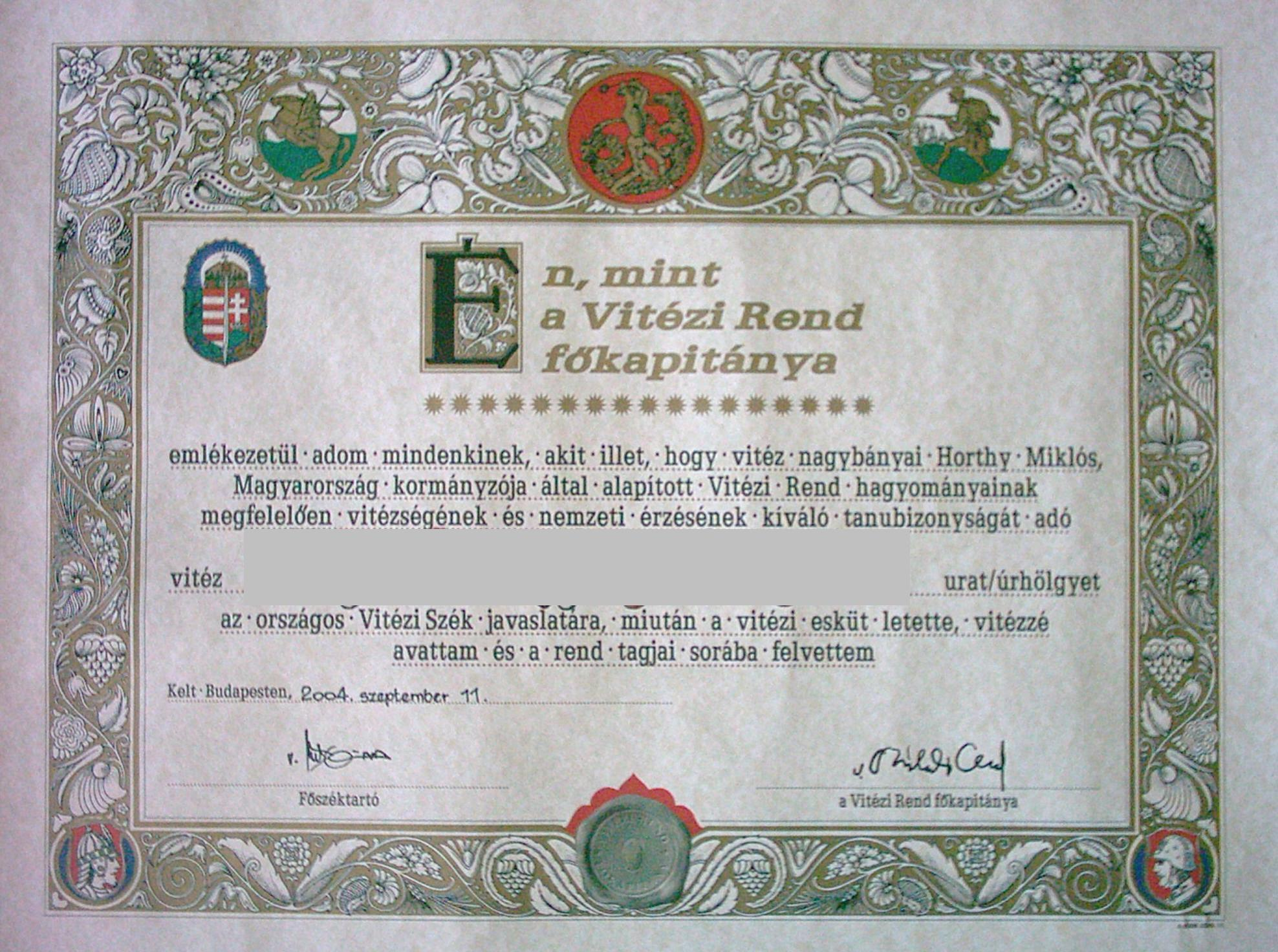
Eine Aufnahmeurkunde des in Ungarn 1992 gerichtlich registrierten Ordens von 2004
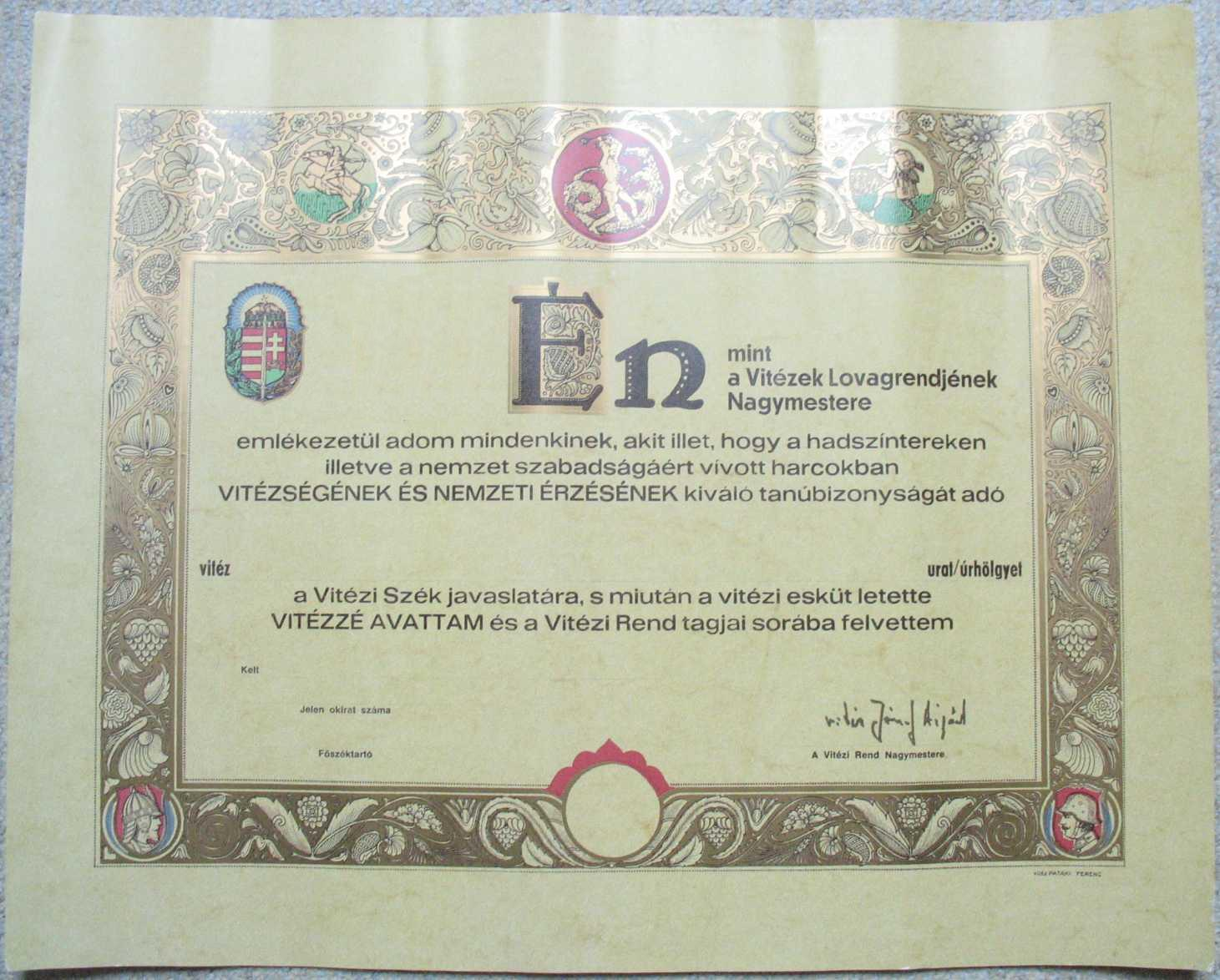
Eine Blanko-Aufnahmeurkunde mit der Faksimile Unterschrift von Joseph Árpád vitéz Habsburg-Lothringen

Der Text der historischen Urkunde aus dem Königreich Ungarn (1920–1945) lautet:
Ich, MIKLÓS HORTHY
Ritter von Nagybánya,
REICHSVERWESER UNGARNS,
in meiner Eigenschaft als Főkapitány der Ritter,
rufe jedem, dem es gebührt, ins Gedächtnis, daß ich
[Name des vitéz]
der einen hervorragenden Beweis SEINES HELDENMUTES und SEINER NATIONALEN GESINNUNG in dem jetzt zu Ende gegangenen Kriege
und in den darauf folgenden, mit Trauer belasteten Tagen geliefert hat, am [Datum] auf Vorschlag des Nationalen
Ritterstuhles, nachdem er im Beisein der gesetzlichen Vertretung, der kirchlichen und weltlichen Würdenträger des Landes
seinen Ritterschwur vor mir abgelegt hat ZUM RITTER GESCHLAGEN und GEWEIHT habe.
Budapest, [Datum]
[Unterschrift Horthy]
Reichsverweser Ungarns,
Főkapitány der Ritter
Anfänglich wurden die Urkunden noch von Horthy persönlich unterschrieben, später dann nur noch als Faksimilie.
Der Text der Urkunde des 1992 gerichtlich registrierten Ungarischen Vitéz Ordens lautet:
Ich, Főkapitány des Ritterordens „Vitézi Rend“
rufe jedem, dem es gebührt ins Gedächtnis, dass ich entsprechend den Traditionen des durch vitéz Horthy Miklós von
Nagybánya, Reichsverweser von Ungarn, gegründeten Ritterordens „Vitezi Rend“ auf Vorschlag des Landesritterstuhls, die
ausgezeichnetes Zeugnis ihrer Ritterlichkeit und ihrer nationalen Gefühle ablegten
[Name des vitéz]
nachdem sie den Ritterschwur abgelegt haben – zum vitéz ernannt und in die Reihen der Mitgliede des Ordens aufgenommen habe.
Ausgestellt Budapest, [Datum]
[Unterschrift] / [Unterschrift]
Generalsekretär / Főkapitány des Ritterordens

### Traditionen des gerichtlich registrierten Ungarischen Vitézi Rend

#### Aufnahmezeremonie des Ungarischen Vitézi Rend
Die Aufnahmezeremonie des 1992 gerichtlich registrierten Ungarischen Vitéz Ordens findet heute stets in feierlichem Rahmen statt. Nach Ablegen des Vitéz Eid wird der Vitéz durch Ritterschlag in den Orden aufgenommen.
Der Eid lautet:
Én [Name] esküszöm a Szent Koronára, hogy a Vitézi Rend célkitüzéseit, elöirásait ismerem és azokat életem végéig minden körülmények között megtartom. Magyarságomat soha meg nem tagadtam, semmiféle nemzetellenes, vagy titkos társaságnak tagja nem voltam és nem vagyok.
Isten engem ugy segéljen!
Ich [Name] schwöre auf die Heilige Krone, daß ich die Vorschriften und die Ziele des Vitéz-Orden anerkenne und, das ich diese bis an mein Lebensende unter allen Bedingungen befolgen werde. Mein Ungarntum habe ich nie verleugnet, ich war und bin nicht Mitglied einer volksfeindlichen oder geheimen Organisation.
So wahr mir Gott helfe!
Etwa 90 % der heutigen Mitglieder sind Mitglieder durch Vererbung.

#### Die 10 Gebote des Ungarischen Vitézi Rend
1. Treue und Opferbereitschaft für Ungarn, das Land der Heiligen Krone.
2. Die Aufgabe der in der Fremde lebenden Ordensmitglieder ist die Unterstützung und Förderung der Freundschaft zwischen ihrem Gastland und der ungarischen Heimat.
3. Den christlichen Glauben leben und verkünden.
4. Vorbildliche und konsequente Lebensführung.
5. Den Frieden unter den Menschen fördern und bewahren.
6. Die Hilfs- und Opferbereitschaft gegenüber anderen pflegen.
7. Aktiv tätig sein im Aufbau einer freien Gesellschaft ohne Unterdrückung.
8. Die Schwachen und Hilfsbedürftigen stützen.
9. Geduld- und einsichtsvolles, diszipliniertes und kollegiales Verhalten gegenüber den Ordensmitgliedern.
10. Selbstentfaltung.

#### Auszeichnungen des Ungarischen Vitézi Rend

##### Verdienstkreuz des Ungarischen Vitézi Rend

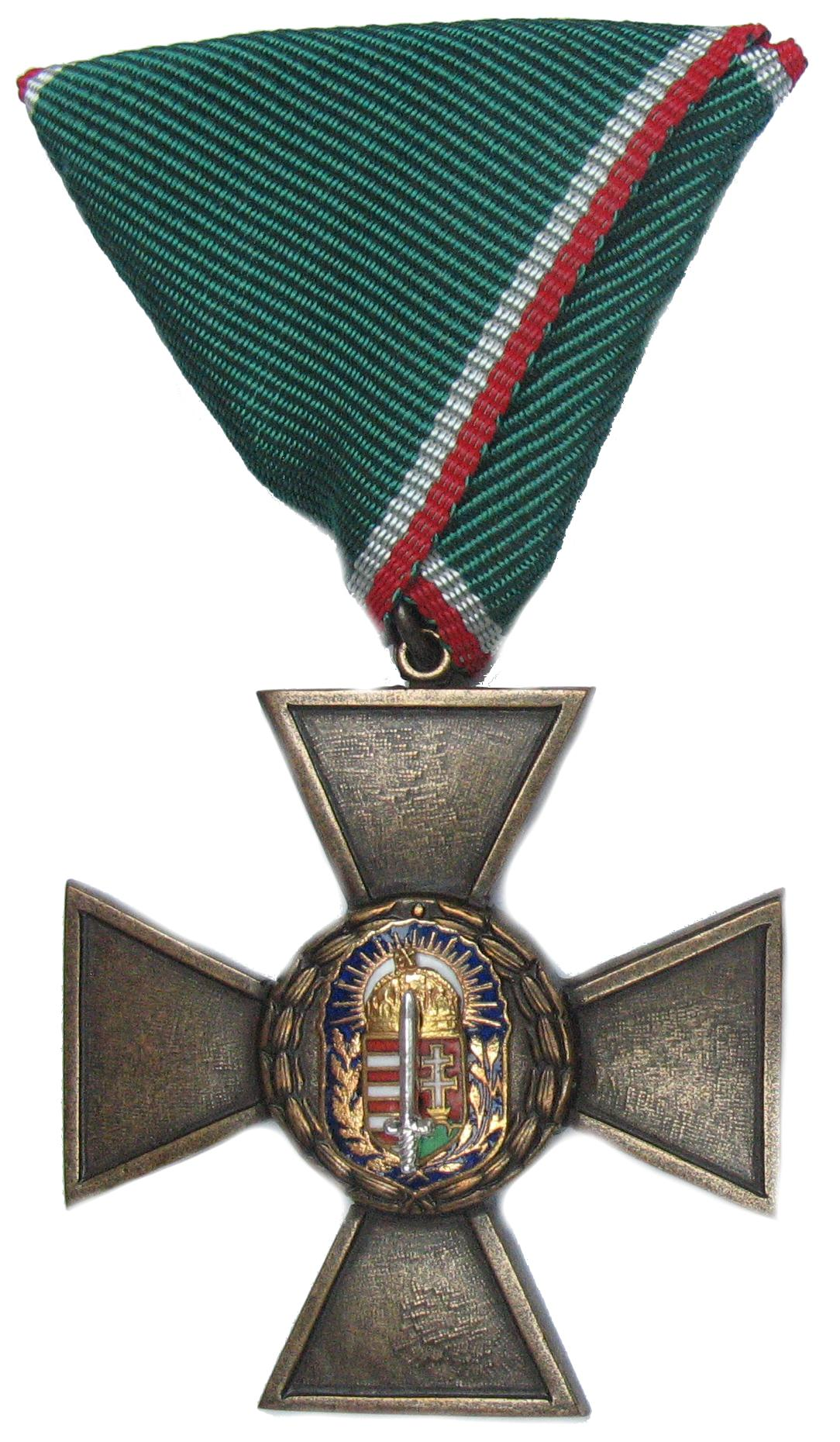
Verdienstkreuz des Vitéz Ordens in Bronze
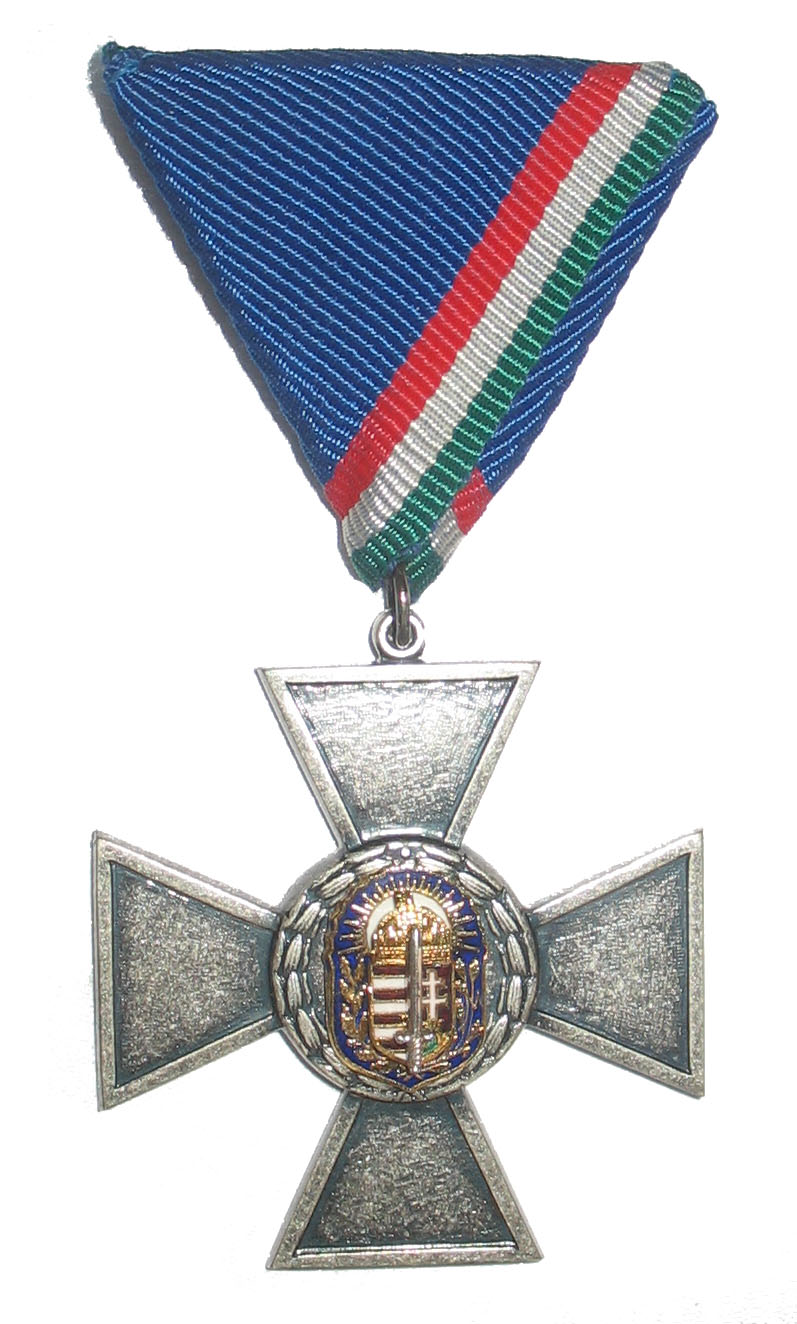
Verdienstkreuz des Vitéz Ordens in Silber
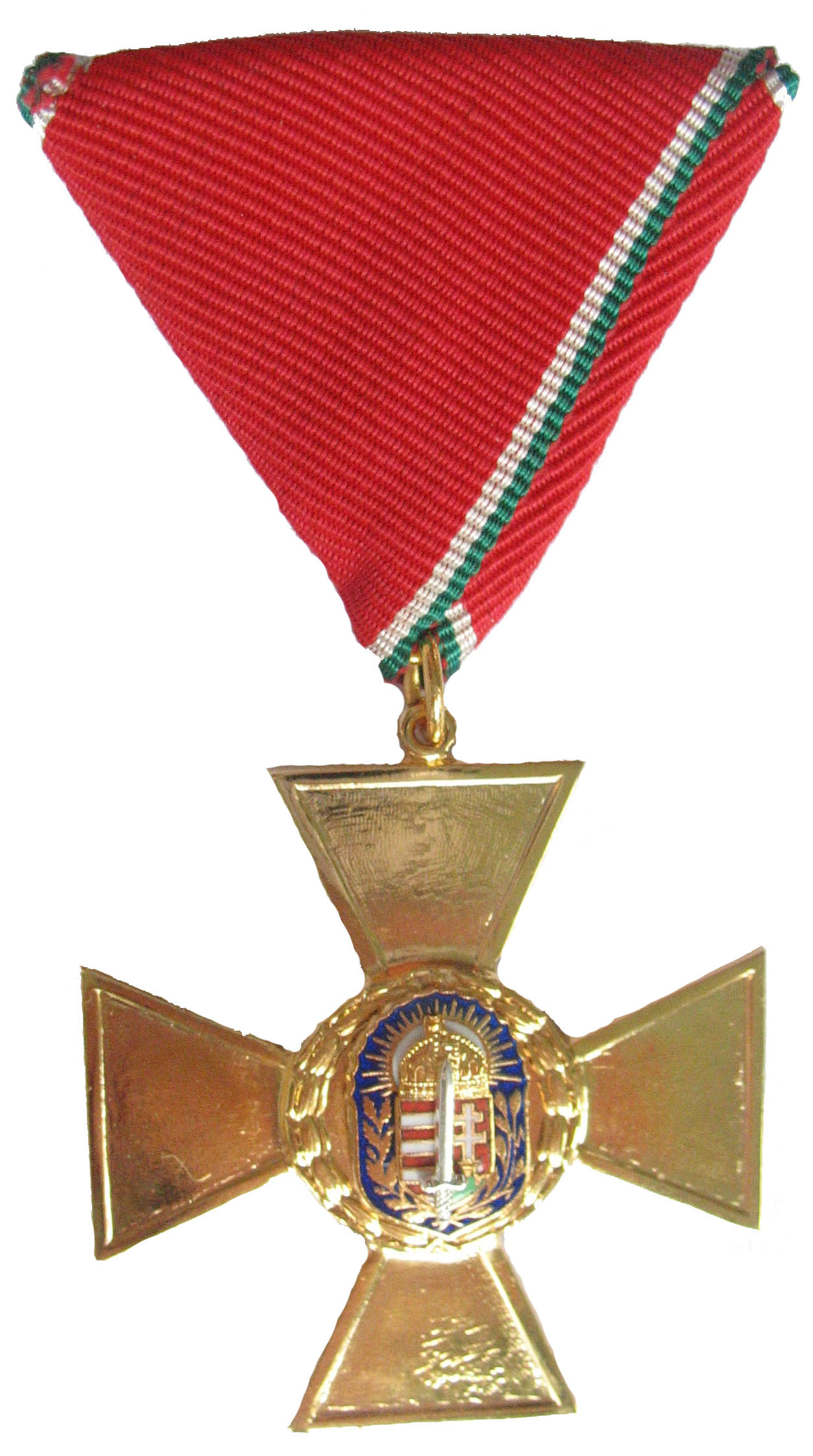
Verdienstkreuz des Vitéz Ordens in Gold

##### Erinnerungsmedaille des Zweiten Weltkrieges
Angelehnt an die Ungarische Weltkriegs-Erinnerungsmedaille des Ersten Weltkriegs wurde im Jahre 1998 vom 1992 gerichtlich registrierten Ungarischen Vitéz Orden die Erinnerungsmedaille an den Zweiten Weltkrieg gestiftet. Dabei wurde das Aussehen weitestgehend übernommen.
Auf der Vorderseite ist das ungarische Wappen mit der Stephanskrone links umgeben von einem Eichenlaubzweig und rechts von einem Lorbeerzweig. Auf der Rückseite sind in derselben Einfassung "Pro Patria" (fürs Vaterland) und die Jahreszahlen 1938–1945 zu lesen. Der Durchmesser der Medaille beträgt 42,4 mm, die Stärke ist 3 mm. Getragen wird die Medaille am roten Dreiecksband mit weißgeränderten Mittelstreifen in den ungarischen Landesfarben.
Zur Medaille wird eine entsprechende Legitimation bzw. Trageberechtigung ausgegeben, mit folgendem Wortlaut:
| IGAZOLVÁNY                                                                     | LEGITIMATION                                                                                          |
| Jelen igazolvány felmutatója jogosult a II. Világháborús Emlékérem viselésére. | Der Besitzer dieser Legitimation ist zum Tragen der Zweite-Weltkriegs-Erinnerungsmedaille berechtigt. |
| gez. v. Tabódy István                                                          | gez. v. Tabódy István                                                                                 |
| vitéz Tabódy István                                                            | vitéz Tabódy István                                                                                   |
| tábornok                                                                       | General                                                                                               |
| a Vitézi Rend elnöke,                                                          | der Vorsitzende des Vitézi Rend,                                                                      |
| az emlékérem alapítója                                                         | der Stifter der Erinnerungsmedaille                                                                   |

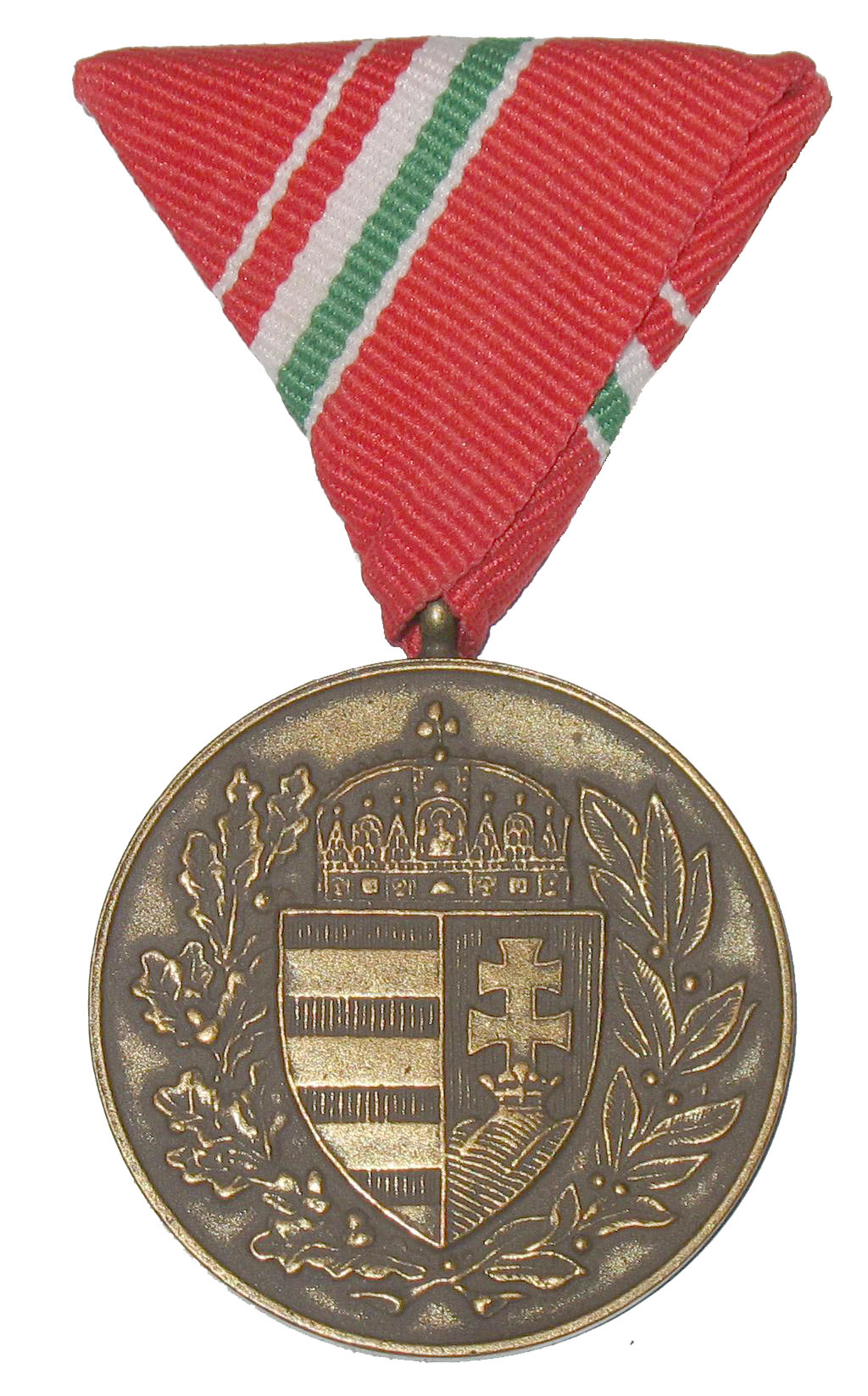
Vorderseite der Zweite-Weltkriegs-Erinnerungsmedaille
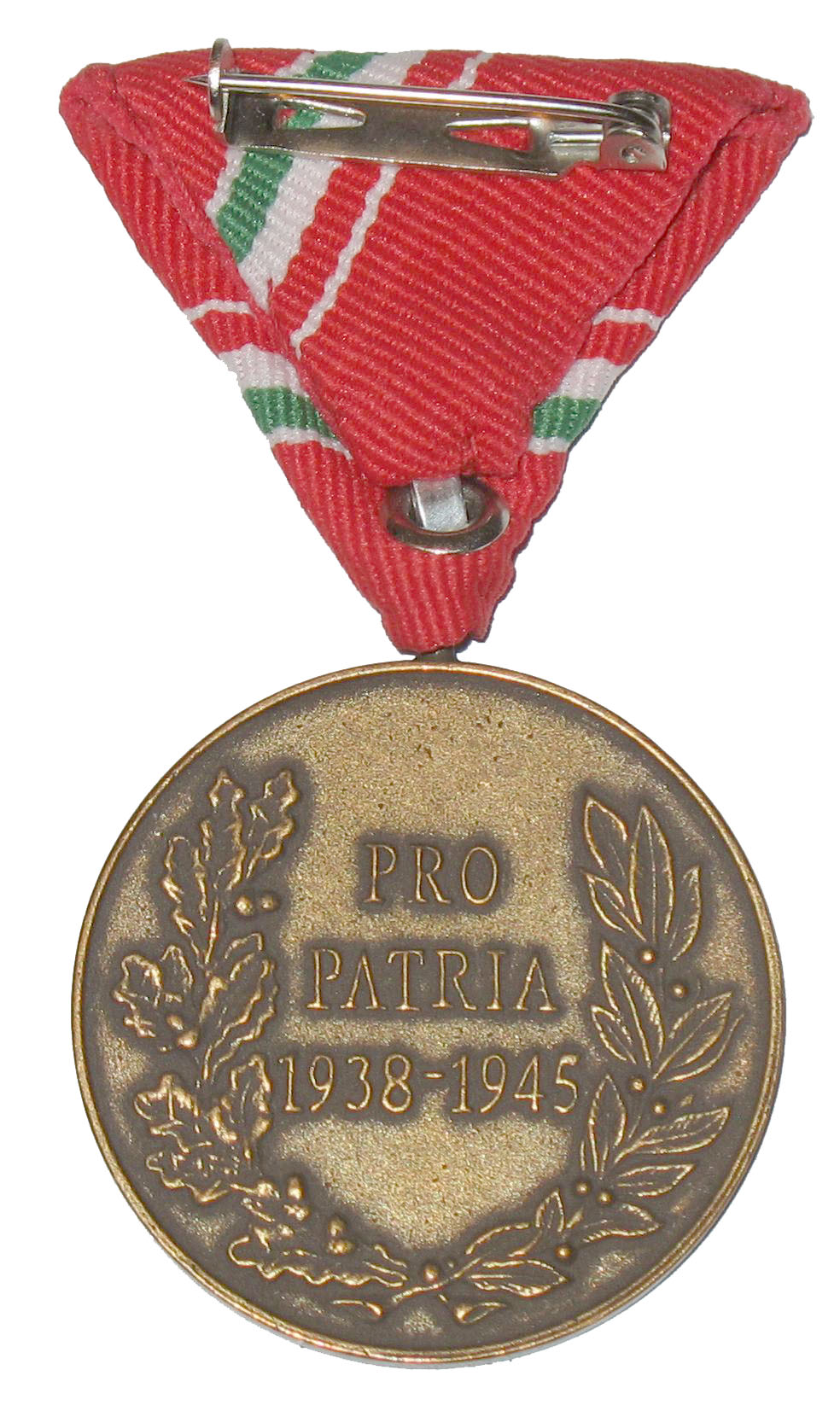
Rückseite der Zweite-Weltkriegs-Erinnerungsmedaille
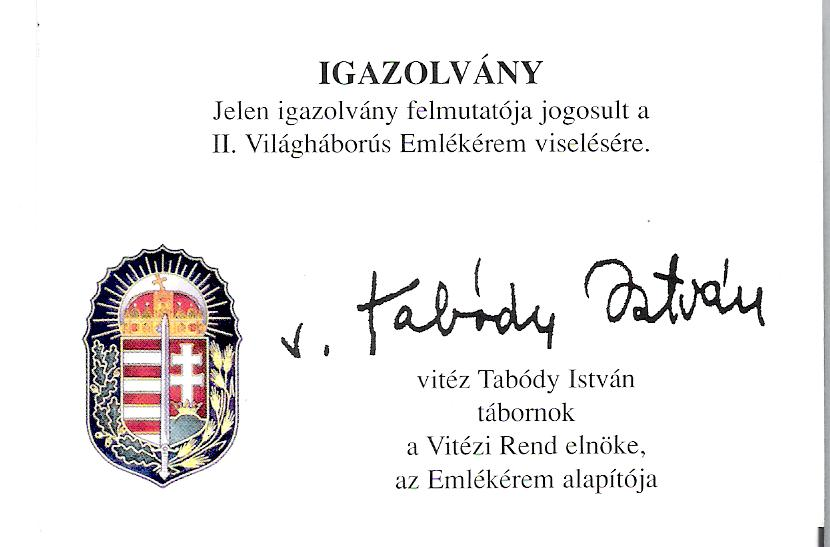
Legitimation zur Zweite-Weltkriegs-Erinnerungsmedaille

##### Erinnerungskreuz 90 Jahre Vitézi Rend
Ein Erinnerungskreuz anlässlich des 90-jährigen Jubiläums der Gründung des Ordens wurde im Jahr 2010 vom 1992 gerichtlich registrierten Ungarischen Vitéz Orden gestiftet und in einer limitierten Ausgabe von nur 50 Stück ausgegeben.

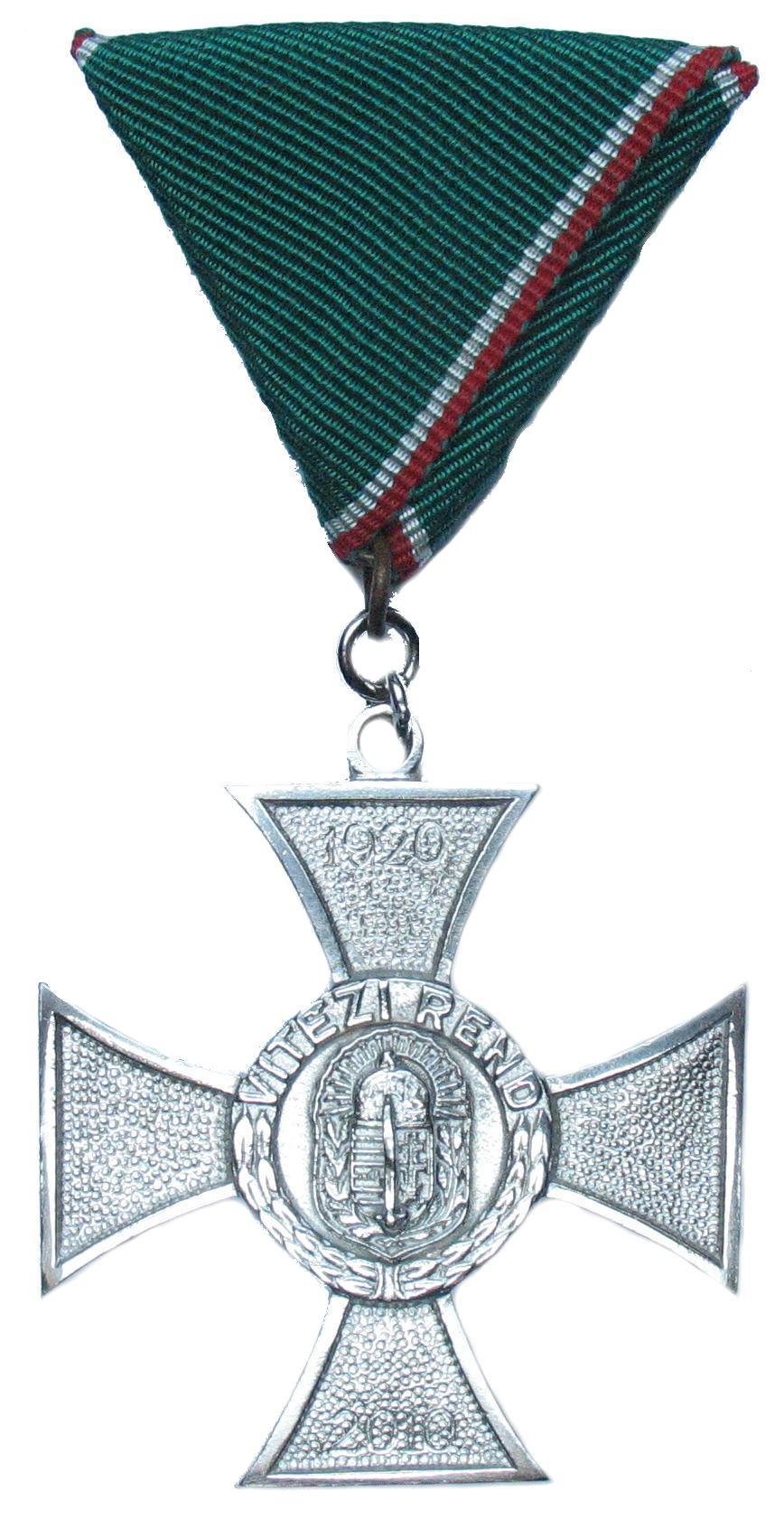
Jubiläumserinnerungskreuz zum 90. Jubiläum der Gründung

##### Erinnerungskreuz 95 Jahre Vitézi Rend
Ein Erinnerungskreuz anlässlich des 95-jährigen Jubiläums der Gründung des Ordens wurde im Jahr 2015 vom 1992 gerichtlich registrierten ungarischen Vitéz Orden gestiftet.

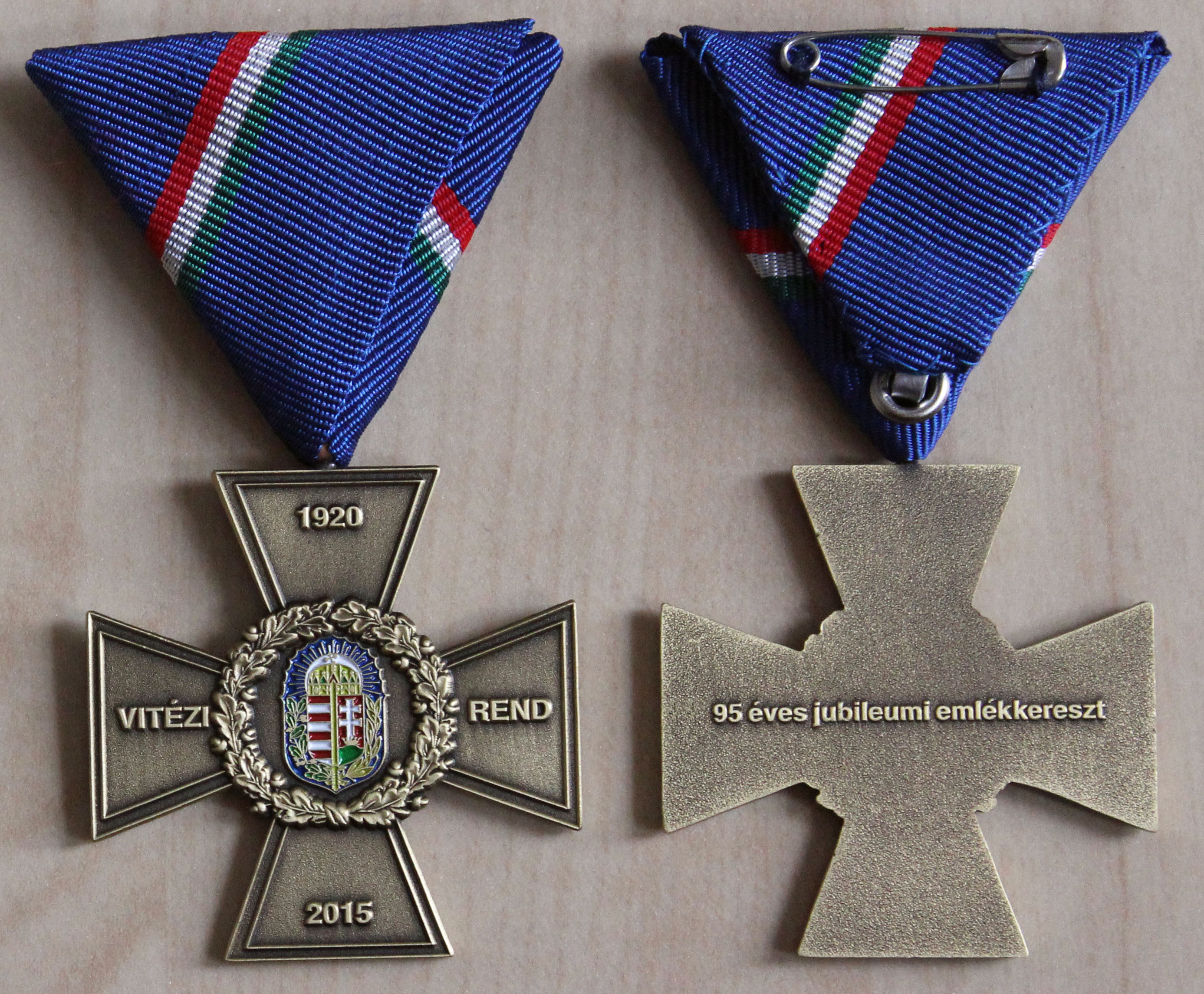
Jubiläumserinnerungskreuz zum 95. Jubiläum der Gründung

##### Admiral-Horthy-Medaille
Die Admiral-Horthy-Medaille wurde anlässlich des 80. Jubiläums der Ordensgründung vom 1992 gerichtlich registrierten Ungarischen Vitéz Orden gestiftet. Es gibt sie in den Ausführungen in Bronze, Silber und Gold.
Sie zeigt jeweils auf der Vorderseite das Bildnis von Admiral Horthy, dem Gründer des Vitézi Rend, auf der Rückseite ist das Vitéz-Abzeichen zu sehen, sowie die Zahl 80 in römischen Ziffern 'LXXX'

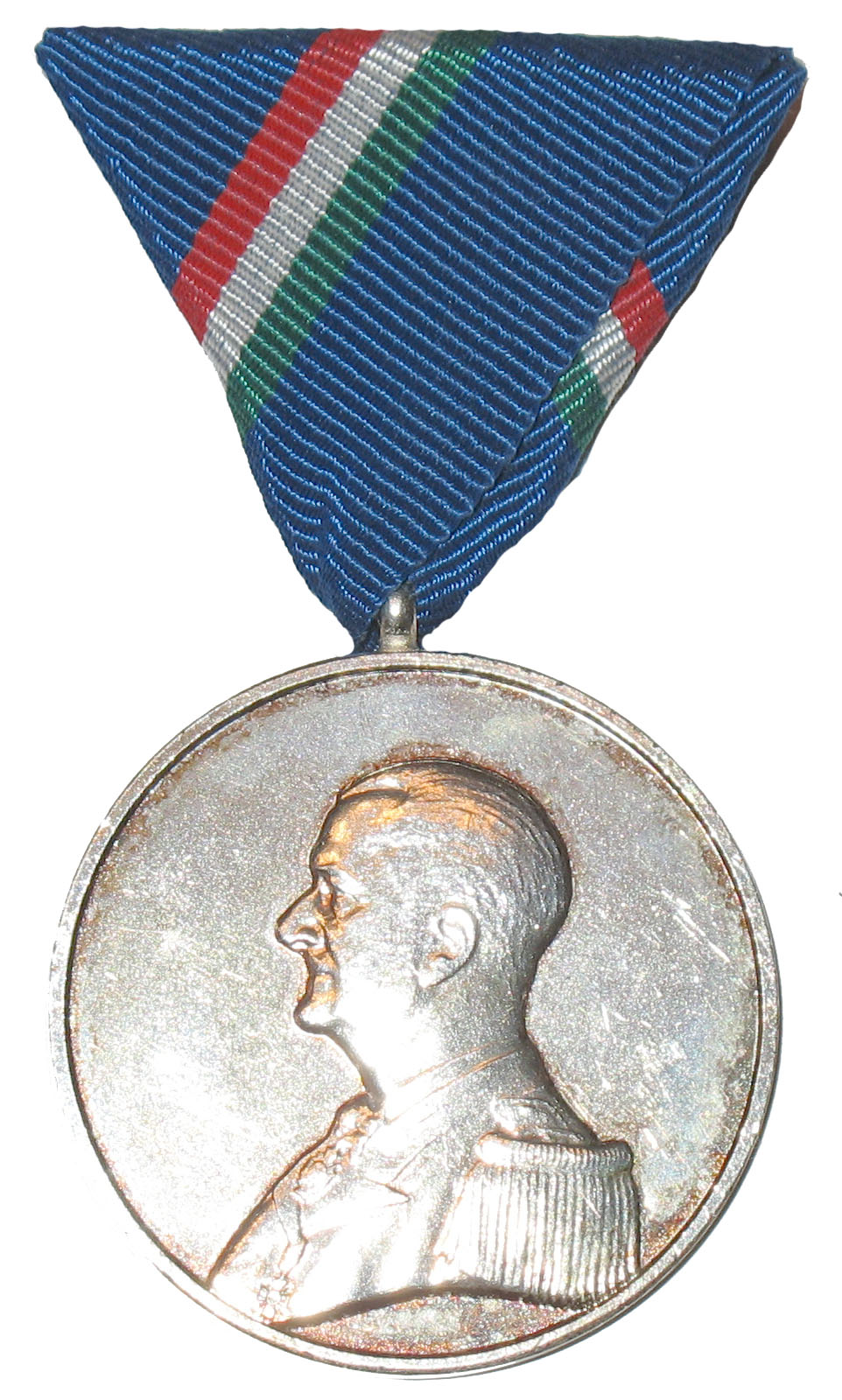
Admiral-Horthy-Medaille in Silber – Vorderseite
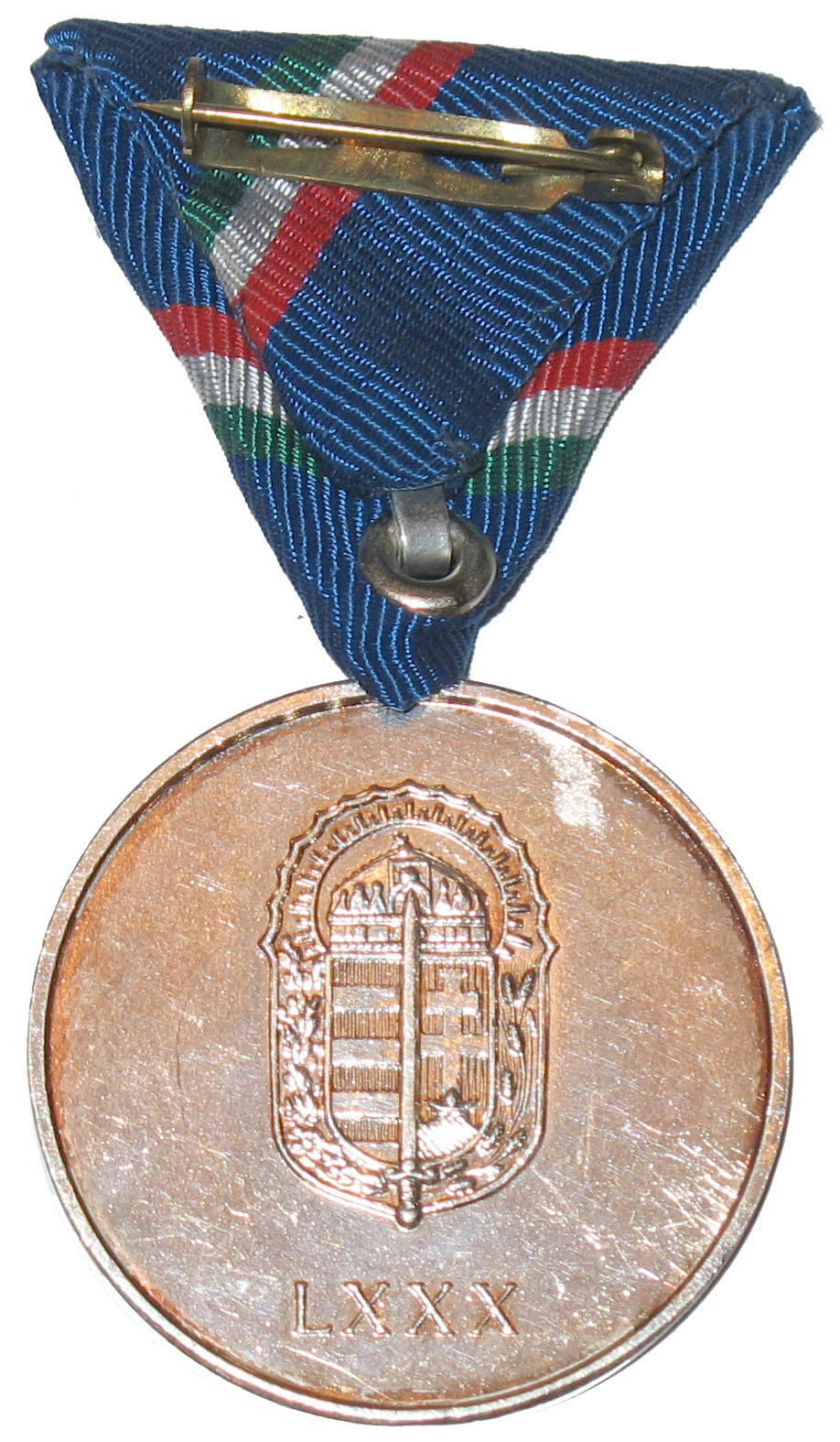
Admiral-Horthy-Medaille in Silber – Rückseite
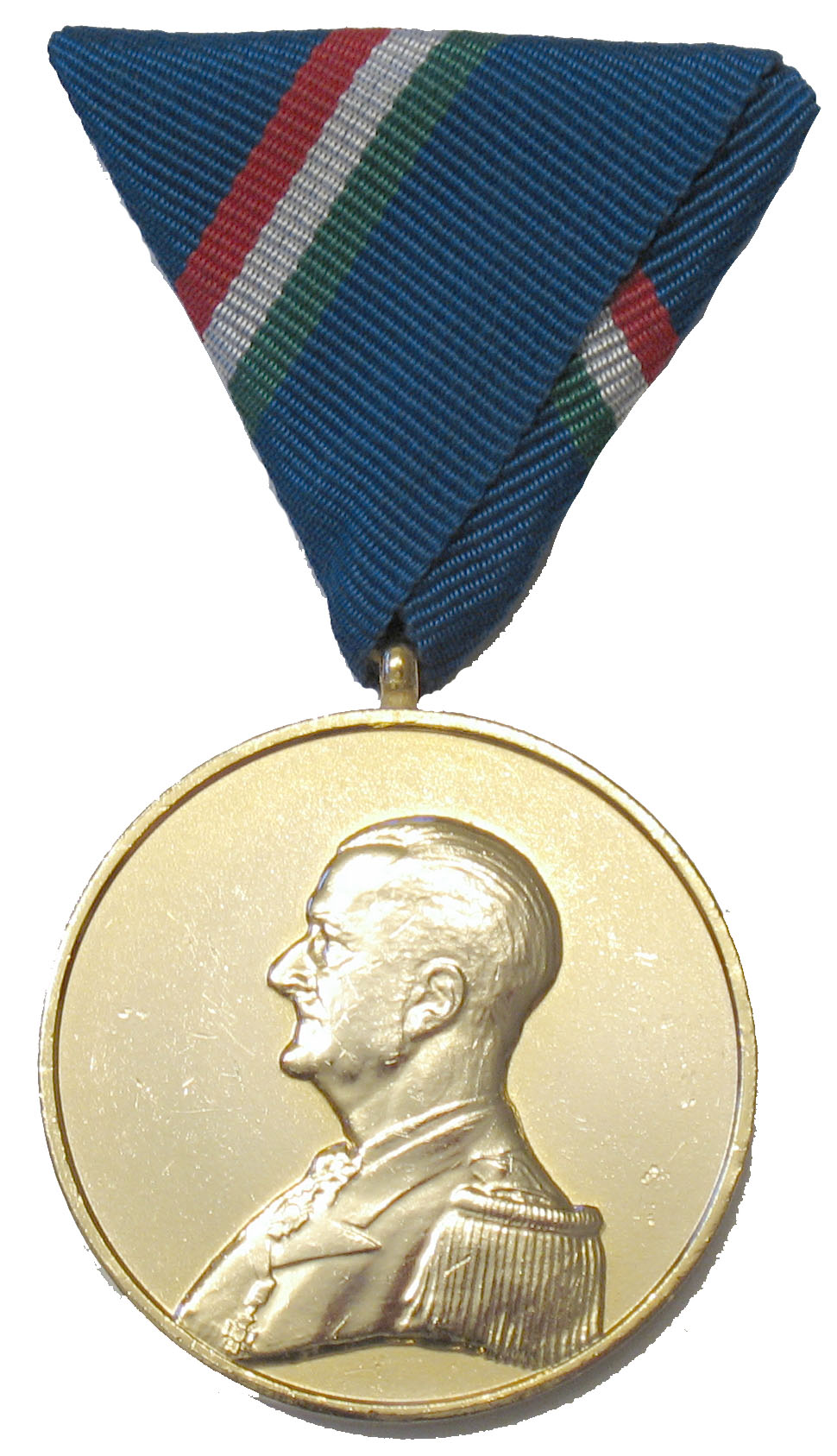
Admiral-Horthy-Medaille in Gold – Vorderseite
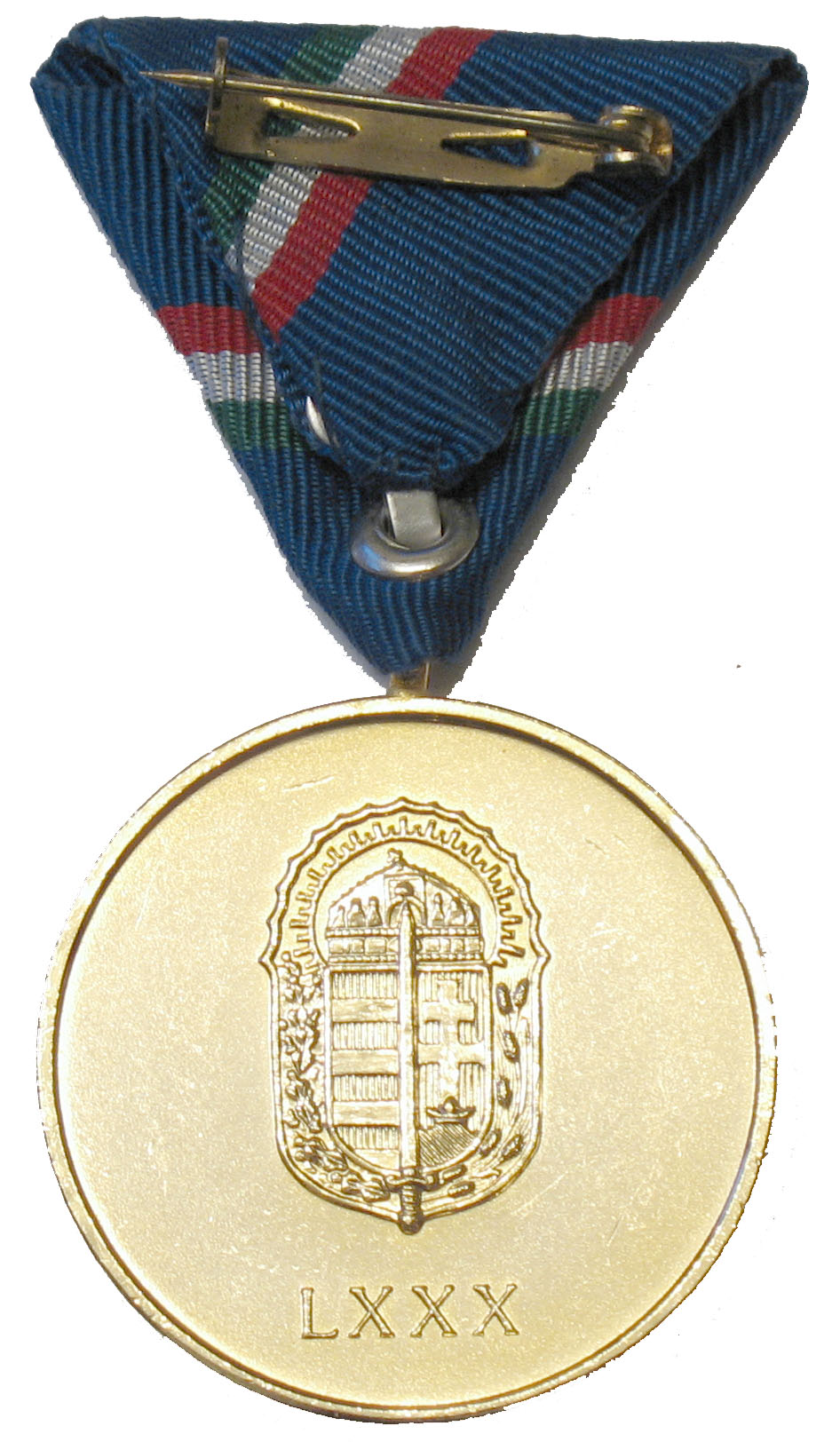
Admiral-Horthy-Medaille in Gold – Rückseite